# Brasilia
Brasilia (brazilsko portugalsko: [bɾaˈzili.ɐ, bɾaˈziljɐ] ) je velemesto v Južni Ameriki, glavno mesto Brazilije. Leži v osrednjem delu države na približno 1100 m nadmorske višine na planoti Planalto Central. Mesto je omejeno z reko Preto na vzhodu in reko Descoberto na zahodu. Po oceni iz leta 2013 ima nekaj več kot 2.500.000 prebivalcev. V njem je sedež zvezne vlade z uradom predsednika, brazilskim parlamentom in vrhovnim sodiščem.
Mesto je bilo povsem na novo zgrajeno med letoma 1956 in 1960 pod vodstvom urbanista Lúcie Costa ter arhitekta Oscarja Niemeyerja tako, da ob pogledu iz zraka spominja na letalo ali ptiča. Uradno je bilo razglašeno za prestolnico 21. aprila 1960; pred tem je bilo glavno mesto Rio de Janeiro, še prej pa Salvador de Bahia. Brasília je bila zaradi svoje modernistične arhitekture in edinstveno umetniškega urbanističnega načrtovanja leta 1987 uvrščena na Unescov seznam svetovne dediščine. Unesco ga je oktobra 2017 imenoval za mesto oblikovanja in je od takrat del mreže kreativnih mest.
Mesto tvori zvezno okrožje (portugalsko Distrito federal), posebno upravno enoto v upravni delitvi Brazilije, ki leži na robu zvezne države Goias in meji tudi na zvezno državo Minas Gerais.
Po legendi naj bi se futuristično mesto v centru države, ki približno ustreza današnji legi mesta, v sanjah prikazalo duhovniku Svetemu Janezu Boscu leta 1883. Več stavb v mestu danes nosi njegovo ime, vključno z ena glavnih mestnih stolnic. Mesto samo je bilo zgrajeno na podlagi odloka takratnega predsednika Juscelina Kubitschka z namenom vzpostaviti geografsko uravnoteženo urbano središče države in pospešiti razvoj centralne Brazilije - pred tem se je večina kapitala in priseljencev stekala na jugovzhod v Rio de Janeiro. S tem je Kubitschek izpolnil določilo brazilske ustave, ki pravi, da mora biti prestolnica v središču države. Za gradnjo so zaposlili ljudi iz vse Brazilije, predvsem iz severovzhoda.
Brasilia se pogosto uporablja kot zgled za funkcionalno urbanizacijo, z enakomerno razvrščenimi stanovanjskimi naselji, gradnjo okoli glavnih avenij in razdelitvijo v sektorje.
Poglavitna dejavnost v mestu je uprava, ki daje delo 40 % vseh prebivalcev, poleg tega pa še turizem. Brasilia je tudi pomembno kulturno, športno in prometno središče.

## Etimologija
Izraz Brasília izhaja iz latinskega prevoda besede Brazilija, ki ga je kot ime za glavno mesto države leta 1821 predlagal José Bonifácio de Andrada e Silva.

## Zgodovina

### Ozadje
Prva prestolnica Brazilije je bil Salvador; leta 1763 je Rio de Janeiro postal prestolnica Brazilije in je to ostal do leta 1960. V tem obdobju so bili viri večinoma osredotočeni na jugovzhodno regijo Brazilije, večina prebivalstva države pa je bila skoncentrirana blizu atlantske obale. Geografsko osrednja lega Brasilie je spodbudila regionalno bolj nevtralno zvezno prestolnico. Člen prve republiške ustave države iz leta 1891 navaja, da je treba prestolnico preseliti iz Ria de Janeira v kraj blizu središča države.
Zamisel o selitvi glavnega mesta Brazilije je leta 1827 zasnoval José Bonifácio, svetovalec cesarja Petra I. Generalni skupščini Brazilije je predstavil načrt za novo mesto, imenovano Brasilia, z idejo, da bi prestolnico premaknili proti zahodu z močno poseljen jugovzhodni koridor. Predlog zakona ni bil sprejet, ker je Peter I. razpustil skupščino.
Po legendi je imel italijanski svetnik don Bosko leta 1883 sanje, v katerih je opisal futuristično mesto, ki je približno ustrezalo lokaciji Brasilie. V Braziliji je danes veliko omemb Bosca, ki je ustanovil salezijanski red, in ena cerkvena župnija v mestu nosi njegovo ime.

### Načrt Costa
Juscelino Kubitschek je bil leta 1955 izvoljen za brazilskega predsednika. Ko je januarja 1956 prevzel položaj, je v izpolnitvi svoje volilne obljube začel načrtovati in graditi novo prestolnico. Naslednje leto je mednarodna žirija izbrala načrt Lúcia Coste za vodenje gradnje nove prestolnice Brazilije, Brasilie. Costa je bil učenec slovitega modernističnega arhitekta Le Corbusierja in v njegovem načrtu najdemo nekatere poteze modernistične arhitekture. Costov načrt ni bil tako podroben kot nekateri načrti, ki so jih predstavili drugi arhitekti in urbanisti. Ni vključeval razporedov rabe zemljišč, modelov, grafikonov prebivalstva ali mehanskih risb; vendar ga je izbralo pet od šestih žirantov, ker je imel lastnosti, potrebne za uskladitev rasti glavnega mesta. Čeprav se je prvotni načrt sčasoma preoblikoval, je usmeril velik del gradnje in večina njegovih elementov je preživela.
Pristop Brasilie kot nove prestolnice in njena določitev za razvoj obsežne notranje regije sta navdihnila simboliko načrta. Costa je uporabil prečno osno zasnovo, ki s križem nakazuje posest in osvojitev tega novega kraja, ki ga pogosto primerjajo s kačjim pastirjem, letalom ali ptico. Costin načrt je vključeval dve glavni komponenti, monumentalno os (vzhod proti zahodu) in stanovanjsko os (sever proti jugu). Monumentalni osi so bile dodeljene politične in upravne dejavnosti in velja za telo mesta s slogom in preprostostjo svojih stavb, prevelikim obsegom ter širokimi razgledi in višinami, ki ustvarjajo idejo monumentalnosti. Ta os vključuje različna ministrstva, narodni kongres, predsedniško palačo, stavbo vrhovnega sodišča ter televizijski in radijski stolp. Stanovanjska os je bila namenjena prostorom intimnega značaja in velja za najpomembnejšo pridobitev načrta; zasnovan je bil za stanovanja in povezane funkcije, kot so lokalna trgovina, šolanje, rekreacija in cerkve, sestavljen iz 96 superblokov, omejenih na šest nadstropij in 12 dodatnih superblokov, omejenih na tri nadstropja; Costin namen s superbloki je imel majhne samostojne in samozadostne soseske ter enotne stavbe s stanovanji dveh ali treh različnih kategorij, kjer je predvideval integracijo višjega in srednjega sloja v istem stanovanjskem območju.
Urbanistična zasnova skupnih stanovanjskih blokov je temeljila na Le Corbusierjevi Ville Radieuse iz leta 1935, superbloki pa na severnoameriški zasnovi Radburn iz leta 1929. Vizualno naj bi bili bloki videti prevzeti s pokrajino, ker so bili izolirani s pasom visokih dreves in nižje vegetacije. Costa je skušal uvesti pravičnejšo Brazilijo, zasnoval je tudi stanovanja za delavski razred, ki so bila ločena od stanovanj višjega in srednjega razreda in so bila vizualno drugačna, z namenom, da bi se izognil slumom (favelam) na mestnem obrobju. Superkvadra je bila obtožena, da je prostor, kjer so posamezniki zatirani in odtujeni obliki prostorske segregacije.
Eden glavnih ciljev načrta je bil omogočiti prost pretok avtomobilskega prometa, načrt je vključeval prometne pasove v smeri sever–jug (sedem za vsako smer) za Monumentalno os in tri arterije (W3, Eixo in L2) za stanovanjsko os; slepe dovozne ceste superblokov so bile načrtovane kot konec glavnega toka prometa. In razlog za velik poudarek na avtomobilskem prometu je arhitektova želja po vzpostavitvi koncepta modernosti na vseh ravneh.
Čeprav so bili avtomobili izumljeni pred 20. stoletjem, so bila zaradi množične proizvodnje vozil v začetku 20. stoletja široko dostopna; tako so postali simbol modernosti. Dve majhni osi okoli osi Monumental zagotavljata zanke in izhode za vstop avtomobilov na ožje ceste. Nekateri trdijo, da je njegov poudarek načrta na avtomobilih povzročil podaljševanje razdalj med središči in je zadovoljeval le potrebe majhnega segmenta prebivalstva, ki je imel v lasti avtomobile. Ne moremo pa zanemariti sistema avtobusnega prevoza v mestu. Avtobusne proge znotraj mesta večinoma vozijo po W3 in L2. Skoraj povsod, vključno s satelitskimi mesti, je mogoče doseči samo z avtobusom, večino Plano Piloto pa lahko dosežete brez prestopanja na druge avtobuse.
Kasneje, ko se je prebivalstvo mesta povečalo, je prometni sistem prav tako igral pomembno vlogo pri posredovanju odnosa med pilotnim načrtom in satelitskimi mesti. Zaradi večjega toka vozil so na Monumentalno os uvedli semaforizacijo, kar je kršilo koncept sodobnosti in naprednosti, ki ga je arhitekt prvi uporabil. Poleg tega je bil sistem podzemne železnice v Brasilii zgrajen predvsem za prebivalce satelitskih mest. Čeprav zaradi te rasti Brasilia ni več čista utopija z neprimerljivo sodobnostjo, poznejši razvoj upravljanja prometa, avtobusnih linij do satelitskih mest in sistema podzemne železnice služijo kot zdravilo proti distopiji, ki državljanom omogoča, da uživajo v takšni modernosti. ki ni bilo skrbno načrtovano.
Na stičišču monumentalne in stanovanjske osi je Costa načrtoval mestno središče s prometnim središčem (Rodoviaria), bančnim in hotelskim sektorjem, blizu mestnega središča je predlagal zabaviščni center z gledališči, kinematografi in restavracijami. Costin načrt velja za načrt s sektorsko težnjo, ki ločuje vse banke, poslovne stavbe in zabaviščni center.
Ena od glavnih značilnosti Costinega načrta je bila, da je predstavil novo mesto s svojo prihodnjo obliko in vzorci, ki so bili vidni že od začetka. To je pomenilo, da je prvotni načrt vseboval tlakovanje ulic, ki niso bile takoj dane v uporabo; prednost tega je bila v tem, da je prvotni načrt težko razveljaviti, ker je predvideval celotno ulično mrežo, po drugi strani pa ga je težko prilagajati in oblikovati drugim okoliščinam v prihodnosti. Poleg tega je prišlo do polemike glede monumentalnega vidika načrta Lúcia Coste, ker se je nekaterim zdel kot urbanistično načrtovanje iz 19. stoletja, ne pa kot moderni urbanizem 20. stoletja.
Zanimivo je mogoče analizirati Brasilio v kontekstu politike hladne vojne in povezave načrta Lúcia Coste s simboliko letalstva. Z arhitekturnega vidika je bil načrt v obliki letala zagotovo poklon Le Corbusierju in njegovemu navdušenju nad letalom kot arhitekturno mojstrovino. Vendar je bila Brasilia zgrajena kmalu po koncu druge svetovne vojne. Kljub manjši udeležbi Brazilije v konfliktu je bila oblika mesta ključna pri predstavljanju države kot dela na novo globaliziranega sveta, skupaj z zmagovitimi zavezniki. Poleg tega je Brasilia edinstven primer modernizma tako kot vodilo za arhitekturno oblikovanje kot tudi kot načelo za organiziranje družbe. Modernizem v Brasilii je raziskan v knjigi Jamesa Holstona, The Modernist City.

### Gradnja
Juscelino Kubitschek, predsednik Brazilije od 1956 do 1961, je ukazal gradnjo Brasilie, s čimer je izpolnil obljubo ustave in svojo obljubo iz politične kampanje. Gradnja Brasilie je bila del Juscelinovega načrta »petdeset let blaginje v petih«. Že leta 1892 je astronom Louis Cruls v službi brazilske vlade raziskal mesto bodoče prestolnice. Lúcio Costa je zmagal na natečaju in bil leta 1957 glavni urbanist, na katerem je tekmovalo 5550 ljudi. Oscar Niemeyer je bil glavni arhitekt večine javnih stavb, Joaquim Cardozo je bil gradbeni inženir, Roberto Burle Marx pa krajinski oblikovalec. Brasilia je bila zgrajena v 41 mesecih, od leta 1956 do 21. aprila 1960, ko je bila uradno odprta.

## Geografija
Mesto leži na nadmorski višini 1000 metrov in več, visoko na brazilskem višavju v osrednjem zahodnem delu države. Jezero Paranoá, veliko umetno jezero, je bilo zgrajeno za povečanje količine razpoložljive vode in vzdrževanje vlažnosti v regiji. Ima marino in gosti wakeboarderje in windsurferje. Lahko se tudi potapljate, ena glavnih znamenitosti pa je Vila Amaury, stara vasica, potopljena v jezero. Tukaj so nekoč živeli prvi gradbeni delavci v Brasilii.

### Podnebje
Brasilia ima tropsko savansko podnebje (Aw, po Köppnovi podnebni klasifikaciji), milejšo zaradi nadmorske višine in z dvema ločenima sezonama: deževno sezono od oktobra do aprila in suho sezono od maja do septembra. Povprečna temperatura je 21,4 °C. September, ob koncu sušnega obdobja, ima najvišjo povprečno najvišjo temperaturo, 29,1 °C, julij pa ima večje in manjše nižje najvišje povprečne temperature, 25,6 °C in 13,9 °C. Povprečne temperature od septembra do marca so konstantno 22 °C. Z 253,1 mm je november mesec z največ padavinami v letu, medtem ko je julij najmanj, le 1,5 mm. V sušnem obdobju ima lahko mesto zelo nizko relativno vlažnost, pogosto pod 30 %.
Po podatkih brazilskega nacionalnega inštituta za meteorologijo (INMET) je bila rekordno nizka temperatura 1,6 °C 18. julija 1975, rekordna najvišja pa 36,4 °C 18. oktobra 2015 in 8. oktober 2020. Največja količina padavin v 24 urah je bila 132,8 mm 15. novembra 1963.

### Etnične skupine
| Rasa in etnična pripadnost v Brasílii | Rasa in etnična pripadnost v Brasílii | Rasa in etnična pripadnost v Brasílii | Rasa in etnična pripadnost v Brasílii | Rasa in etnična pripadnost v Brasílii |
| ------------------------------------- | ------------------------------------- | ------------------------------------- | ------------------------------------- | ------------------------------------- |
| Etnična pripadnost                    | Etnična pripadnost                    |                                       | Odstotek                              | Odstotek                              |
| Mešano                                | Mešano                                |                                       | 48,7%                                 | 48,7%                                 |
| Belci                                 | Belci                                 |                                       | 40,0%                                 | 40,0%                                 |
| Afro-Brazilci (temnopolti)            | Afro-Brazilci (temnopolti)            |                                       | 0%                                    | 0%                                    |
| Azijski Brazilci (Azijci)             | Azijski Brazilci (Azijci)             |                                       | 0,5%                                  | 0,5%                                  |
| Domorodni prebivalci                  | Domorodni prebivalci                  |                                       | 0,1%                                  | 0,1%                                  |

Po popisu IBGE iz leta 2022 je v Brasílii in njenem metropolitanskem območju živelo 2.817.381 ljudi, od tega 1.370.836 mešancev (48,7 %), 1.126.334 belcev (40 %), 301.765 temnopoltih (10,7 %), 12.810 azijskih (0,5 %) in 5536 domorodnih ljudi (0,1 %).[44]
Leta 2010 je bila Brasilia uvrščena na četrto najbolj naseljeno mesto v Braziliji za São Paulom, Riom de Janeirom in Salvadorjem. Leta 2010 je bilo v mestu 474.871 raznospolnih parov in 1241 istospolnih parov. Prebivalstvo Brasilie je bilo 52,2 % žensk in 47,8 % moških.
Od začetka je bila rast Brasilie večja od prvotnih ocen. Po prvotnih načrtih naj bi bila Brasilia mesto za državne organe in osebje. Vendar pa so se med gradnjo Brazilci iz vse države preselili v satelitska mesta Brasilia ter iskali javno in zasebno zaposlitev.
Ob koncu 20. stoletja je bila Brasilia največje mesto na svetu, ki na začetku stoletja še ni obstajalo. Brasilia ima eno najvišjih stopenj rasti prebivalstva v Braziliji, z letno rastjo 2,82 %, večinoma zaradi notranjih migracij.
Prebivalci Brasilie vključujejo tujo populacijo, večinoma zaposlene na veleposlaništvih, ter veliko število brazilskih notranjih migrantov. Danes so v mestu pomembne skupnosti priseljencev in beguncev. Indeks človekovega razvoja mesta je bil leta 2000 0,936 (razvita stopnja), stopnja pismenosti v mestu pa okoli 95,65 %.

## Vlada
Brasília nima župana ali svetnikov, ker 32. člen brazilske ustave izrecno prepoveduje razdelitev zveznega okrožja na občine.
Zvezno okrožje je pravna oseba notranjega javnega prava, ki je del politično-upravne strukture Brazilije narave sui generis, ker ni niti država niti občina, temveč posebna entiteta, ki vključuje pridržana zakonodajna pooblastila državam in občinam, kot določa 1. odstavek 32. člena ustave, ki ji daje hibridno naravo, tako državno kot občinsko.
Izvršno oblast zveznega okrožja je zastopal župan zveznega okrožja do leta 1969, ko se je položaj preoblikoval v guvernerja zveznega okrožja.
Zakonodajno oblast zveznega okrožja predstavlja zakonodajna zbornica zveznega okrožja, katere nomenklatura vključuje mešanico zakonodajne skupščine (zakonodajna oblast drugih enot federacije) in občinske zbornice (zakonodajna oblast občin). Zakonodajno zbornico sestavlja 24 okrožnih poslancev.
Sodna oblast, ki služi zveznemu okrožju, služi tudi zveznim ozemljem, kot so sestavljena, vendar Brazilija nima ozemelj. Zato sodišče zveznega okrožja in ozemelj služi samo zveznemu okrožju.
Del proračuna vlade zveznega okrožja prihaja iz ustavnega sklada zveznega okrožja. Leta 2012 je sklad znašal 9,6 milijarde realov. Do leta 2015 je napoved 12,4 milijarde realov, od tega več kot polovica (6,4 milijarde) porabljenih za izdatke za javno varnost.

## Mednarodne povezave
Brasilia ima uradne povezave (pobratena/sestrska mesta oz. mesta-dvojčki) z naslednjimi kraji po svetu:
- Abuja, Nigerija
- Asunción, Paragvaj
- Bruselj, Belgija
- Buenos Aires, Argentina (od 2002)
- Dunaj, Avstrija
- Gaza, Palestina
- Havana, Kuba
- Kartum, Sudan
- Kijev, Ukrajina
- Lizbona, Portugalska[30]
- Luksor, Egipt
- Montevideo, Urugvaj
- Pretoria, Republika Južna Afrika
- Santiago, Čile
- Singapur
- Teheran, Iran
- Washington, D.C., ZDA (od 2013)[31]
- Xi'an, Ljudska republika Kitajska (od 1997)

Deklaracije
Brasília je povezana z več pomembnimi izjavami na mednarodnem političnem in družbenem področju, vključno z:
- Deklaracija Foruma za dialog IBSA (2003), ki so jo podpisali zunanji ministri Indije, Brazilije in Južne Afrike (IBSA) glede zastopanosti v Varnostnem svetu Združenih narodov
- Brazilska deklaracija o zaščiti beguncev in oseb brez državljanstva v Ameriki (2010)[32]
- Deklaracija o delu otrok (2013), ki jo je izdala tretja globalna konferenca o delu otrok, ki jo je v Brasílii gostila brazilska vlada[33]
- Brasília Deklaracija sodnikov o vodnem pravosodju (2018), sprejeta leta 2018 med konferenco sodnikov in tožilcev o vodnem pravosodju na 8. svetovnem vodnem forumu, opisana kot "mejnik v [razvoju] sodne prakse vodnega pravosodja"[34]
- 15. konferenca obrambnih ministrov obeh Amerik, ki je bila leta 2022 v Brasílii, je izdala deklaracijo, v kateri je obsodila rusko invazijo na Ukrajino.[35]

## Gospodarstvo
Glavna vloga stavb in storitev (uprava, komunikacije, bančništvo in finance, proizvodnja hrane, zabava in pravne storitve) v gospodarstvu Brasilie odražajo status mesta kot vladnega in ne industrijskega središča.
Pomembne so panoge, povezane z gradbeništvom, predelavo hrane in pohištvom, pa tudi tiste, povezane z založništvom, tiskarstvom in računalniško programsko opremo. Bruto domači proizvod (BDP) je razdeljen na javno upravo 54,8 %, storitve 28,7 %, industrijo 10,2 %, trgovino 6,1 %, agrobiznis 0,2 %.
Brasilia je poleg političnega središča tudi pomembno gospodarsko središče. Leta 2018 je imela tretji najvišji BDP med mesti v Braziliji, 254 milijard R$ realov, kar predstavlja 3,6 % celotnega brazilskega BDP. Večina gospodarskih dejavnosti v zvezni prestolnici izhaja iz njene upravne funkcije.
Njegovo industrijsko načrtovanje natančno preučuje vlada zveznega okrožja. Kot mesto, ki ga je registriral Unesco, se je vlada v Brasilii odločila spodbujati razvoj neonesnažujočih industrij, kot so med drugim programska oprema, film, video in gemologija, s poudarkom na ohranjanju okolja in ohranjanju ekološkega ravnovesja, ohranjanju mestna lastnina.
Glede na Mercerjevo lestvico življenjskih stroškov za zaposlene v tujini je Brasilia leta 2012 na 45. mestu med najdražjimi mesti na svetu, s 70. mesta leta 2010, za São Paulom (12.) in Riom de Janeirom (13.).
Načrtovana zasnova mesta je vključevala posebna območja za skoraj vse, vključno z nastanitvami, hotelskimi sektorji sever in jug. Nove hotelske zmogljivosti se razvijajo drugje, kot je hotelski in turistični sektor Sever, ki je na obali jezera Paranoá.

## Kultura
Kot prizorišče političnih dogodkov, glasbenih nastopov in filmskih festivalov je Brasilia svetovljansko mesto s približno 124 veleposlaništvi, široko paleto restavracij in popolno infrastrukturo, ki je pripravljena gostiti kakršen koli dogodek. Ni presenetljivo, da mesto izstopa kot pomembna poslovna/turistična destinacija, ki je pomemben del lokalnega gospodarstva, z desetinami hotelov, razporejenih po zvezni prestolnici. Tradicionalne zabave potekajo skozi vse leto.
Junija potekajo veliki festivali, znani kot festas juninas, ki praznujejo katoliške svetnike, kot so sveti Anton Padovanski, sveti Janez Krstnik in sveti Peter. 7. septembra na Ministrski aveniji poteka tradicionalna parada ob dnevu neodvisnosti. Skozi vse leto po vsem mestu potekajo lokalni, nacionalni in mednarodni dogodki. Božič se pogosto praznuje, silvestrovo pa običajno gosti pomembne dogodke, ki se praznujejo v mestu.
Mesto gosti tudi pestro paleto umetniških del umetnikov, kot so Bruno Giorgi, Alfredo Ceschiatti, Athos Bulcão, Marianne Peretti, Alfredo Volpi, Di Cavalcanti, Dyllan Taxman, Victor Brecheret in Burle Marx, katerih dela so bila integrirana v mestno arhitekturo, zaradi česar je edinstvena pokrajina. Kuhinja v mestu je zelo raznolika. Številne najboljše restavracije v mestu najdete v okrožju Asa Sul.
Mesto je rojstni kraj brazilskega rocka in kraj nastanka skupin, kot so: Legião Urbana, Capital Inicial, Aborto Elétrico, Plebe Rude in Raimundos. Brasilia ima festival Rock Basement, ki na nacionalno sceno pripelje nove skupine. Festival poteka na parkirišču nacionalnega stadiona Mané Garrincha v Brasilii.
Od leta 1965 je letni festival brazilske kinematografije Brasilia eden najbolj tradicionalnih kinematografskih festivalov v Braziliji, primerjajo ga le z brazilskim kinematografskim festivalom Gramado v Rio Grande do Sul. Razlika med obema je v tem, da festival v Brasilii še vedno ohranja tradicijo prijavljanja in nagrajevanja le brazilskih filmov.
Mednarodni plesni seminar v Brasilii prinaša vrhunski ples v zvezno prestolnico od leta 1991. Mednarodni učitelji, predstave s koreografi in gostujočimi skupinami ter štipendije v tujini so nekateri od zaščitnih znakov dogodka. Seminar je osrednja os programa DANCE BRAZIL in ga spodbuja DF State Department of Culture v partnerstvu s Kulturnim združenjem Claudio Santoro.
Brasilia je bila tudi središče sodobne literature. Leta 2008 objavljena knjiga The World In Grey: Dom Bosco's Prophecy avtorja Ryana J. Lucera pripoveduje apokaliptično zgodbo, ki temelji na znameniti prerokbi italijanskega svetnika don Boska s konca 19. stoletja. Po don Boskovi prerokbi: »Med 15. in 20. vzporednikom, okrog jezera, ki bo nastalo; uspevala bo velika civilizacija in to bo obljubljena dežela«. Brasilia leži med vzporednikoma 15° J in 20° J, kjer je nastalo umetno jezero (Jezero Paranoá). Don Bosko je zavetnik Brazilije.
American Flagg!, serija stripov First Comics, ki jo je ustvaril Howard Chaykin, prikazuje Brasilio kot svetovljansko svetovno prestolnico kulture in eksotične romantike. V seriji je vrhunska počitniška in žurerska destinacija. Serija Rede Globo iz leta 2015 Felizes para Sempre? je bil postavljen v Brasilio.

### Arhitektura in urbanizem
Na Trgu treh sil sta brazilski arhitekt Oscar Niemeyer in brazilski gradbeni inženir Joaquim Cardozo postavila stavbe v slogu sodobne brazilske arhitekture. Kongres zaseda tudi različne druge okoliške stavbe, nekatere povezane s tuneli.
Palača nacionalnega kongresa Brazilije je sredi Eixo Monumental, glavne avenije v mestu. Spredaj je velika trata in odsevni bazen. Stavba gleda na Praça dos Três Poderes, kjer sta Palácio do Planalto in Vrhovno zvezno sodišče. Brazilski krajinski arhitekt Roberto Burle Marx je zasnoval znamenite modernistične vrtove za nekatere glavne stavbe. V stanovanjskih območjih so bile zgrajene stavbe, ki so se zgledovale po francoskem modernističnem in bauhausovskem oblikovanju.
Čeprav ni bila v celoti dokončana, je utopija Brasilie ustvarila mesto relativno visoke kakovosti življenja, v katerem državljani živijo v gozdnatih območjih s športno in rekreacijsko strukturo (superkvadri), obdani z majhnimi trgovskimi območji, knjigarnami in kavarnami; mesto slovi po kulinariki in učinkovitosti prevoza. Tudi te pozitivne lastnosti so sprožile polemike, izražene v vzdevku ilha da fantasia ('otok fantazije'), ki kaže na oster kontrast med mestom in okoliškimi regijami, ki jih zaznamujeta revščina in neorganiziranost v mestih zveznih držav Goiás in Minas Gerais, okrog Brasilie.
- Monumentalna os
- Pogled iz zraka na okrožje Južno krilo (Asa Sul)
- Monumentalna os in televizijski stolp Brasilia

Nič ne zastara hitreje kot fantazije ljudi o prihodnosti. To je tisto, kar dobite, ko popolnoma spodobni, inteligentni in nadarjeni moški začnejo razmišljati v smislu prostora in ne kraja; in en sam namesto več pomenov. To je tisto, kar dobite, ko načrtujete za politične težnje in ne za resnične človeške potrebe. Dobiš kilometre naklepno zgrajenih platonskih nikjer, okuženih s Volkswagni. Človek lahko goreče upa, da je to zadnji poskus te vrste. Utopični denar se tukaj ustavi.— Robert Hughes, Šok novega, 4. epizoda: "Težave v utopiji", (1980)

### Pomembne strukture
Stolnica v Brasilii v glavnem mestu je izraz ateističnega arhitekta Oscarja Niemeyerja in gradbenega inženirja Joaquima Cardoza. Zdi se, da ta hiperboloidna struktura z betonskim okvirjem s svojo stekleno streho sega odprta v nebesa.
Struktura stolnice je bila dokončana 31. maja 1970. Viden je bil le premer krožnega območja 70 m. Niemeyerjev in Cardozov projekt stolnice v Brasilii temelji na hiperboloidu revolucije, katerega deli so asimetrični. Sama hiperboloidna struktura je rezultat 16 enakih sestavljenih betonskih stebrov. Obstaja polemika o tem, kaj ti stebri s hiperboličnim prerezom in težo 90 t predstavljajo, nekateri pravijo, da gre za dve roki, ki se premikata navzgor v nebo, drugi to povezujejo s kelihom, ki ga je Jezus uporabil pri zadnji večerji, nekateri pa trdijo, da predstavlja njegovo trnjevo krono. Stolnica je bila posvečena 31. maja 1970.
Na koncu Eixo Monumental ('"Monumentalna os') leži Esplanada dos Ministérios ('Ministrska esplanada'), odprto območje v središču mesta Brasilia. Pravokotno trato obdajata dve osempasovnici, kjer so številne vladne stavbe in spomeniki. Ob nedeljah in praznikih je Eixo Monumental zaprt za avtomobile, tako da ga domačini lahko uporabljajo kot prostor za sprehode, kolesarjenje in piknike pod drevesi.
Praça dos Três Poderes (portugalsko za 'trg treh sil') je trg v Brasilii. Ime izhaja iz srečanja treh zveznih vej okoli trga: Izvršni organ, ki ga zastopa Palácio do Planalto (predsedniški urad); zakonodajno telo, ki ga zastopa nacionalni kongres (Congresso Nacional); in sodna veja oblasti, ki jo zastopa vrhovno zvezno sodišče (Supremo Tribunal Federal). To je turistična atrakcija v Brasilii, ki sta jo zasnovala Lúcio Costa in Oscar Niemeyer kot kraj, kjer bi se tri veje harmonično srečale.
Palácio da Alvorada je uradna rezidenca brazilskega predsednika. Palačo je skupaj s preostalim delom mesta Brasilia zasnoval Oscar Niemeyer in je bila slovesno odprta leta 1958. Ena prvih stavb, zgrajenih v novem glavnem mestu republike, Alvorada, leži na polotoku ob obali jezera Paranoá.
Načela preprostosti in modernosti, ki so v preteklosti zaznamovala velika arhitekturna dela, so motivirala Niemeyerja. Gledalec ima vtis, kot da gleda stekleno škatlo, ki mehko pristaja na tla s podporo tankih zunanjih stebrov. Objekt obsega 7000 m² površine in ima tri etaže, ki jih sestavljajo klet, podest in drugo nadstropje.
Avditorij, kuhinja, pralnica, zdravstveni dom in upravne pisarne so v kletni etaži. Na podestu so prostori, ki jih predsedstvo uporablja za uradne sprejeme. V drugem nadstropju so štirje apartmaji, dva apartmaja in različne zasebne sobe, ki sestavljajo stanovanjski del palače. Stavba ima tudi knjižnico, ogrevan olimpijski bazen, glasbeno sobo, dve jedilnici in različne sejne sobe. V sosednjih stavbah sta kapela in heliport.
Palácio do Planalto je uradno delovno mesto brazilskega predsednika. Stoji ob Praça dos Três Poderes. Kot sedež vlade se izraz Planalto pogosto uporablja kot metonim za izvršilno vejo oblasti. Glavna delovna pisarna predsednika republike je v Palacio do Planalto.
Predsednik in njegova družina ne živijo v njem, temveč v uradni rezidenci, Palácio da Alvorada. Poleg predsednika imajo pisarne v Planaltu tudi višji svetovalci, vključno s podpredsednikom Brazilije in vodjo osebja. Druga ministrstva so vzdolž Esplanade dos Ministérios. Arhitekt Palácio do Planalto je bil Oscar Niemeyer, ustvarjalec večine pomembnih stavb v Brasilii. Zamisel je bila projicirati podobo preprostosti in modernosti z uporabo finih linij in valov za sestavljanje stebrov in zunanjih struktur. Palača je štirinadstropna in obsega 36.000 m2 površine. Del kompleksa so še štiri druge sosednje stavbe.